# Microsoft Copilot
Microsoft Copilot è un chat bot sviluppato da Microsoft. Basato su un modello linguistico di grandi dimensioni, è stato lanciato come Bing Chat il 7 febbraio 2023, come funzionalità integrata per Microsoft Bing e Microsoft Edge, ed è il principale sostituto di Microsoft per la sospesa Cortana.
Copilot su Windows 11 nei paesi UE si presenta come un'app web scaricabile dal Microsoft Store, ma essa non include l'integrazione con le impostazioni. Non è chiaro il motivo, probabilmente per il "Digital Markets Act" (DMA) (in vigore da marzo 2024). È anche disponibile su Edge, Bing (sia su Windows 11 e Windows 10 sia su smartphone Android come applicazione) e una applicazione dedicata.

## Descrizione
Copilot utilizza il modello Microsoft Prometheus, costruito sul modello di linguaggio di base GPT-4 di OpenAI, perfezionato utilizzando tecniche di apprendimento supervisionate e di rinforzo. Lo stile dell'interfaccia conversazionale di Copilot assomiglia a quello di ChatGPT.
È disponibile sotto modello freemium.
L'utente può interagire tramite la tastiera, componendo le proprie richieste (prompt) all'intelligenza artificiale.

## Requisiti di sistema
Microsoft Copilot è utilizzabile su tutte le piattaforme.
Nel caso di iPhone e di iPad, si può installare l'app ufficiale in maniera gratuita.
Le modalità di fruizione sono le seguenti:
- senza registrazione dell'account;
- con registrazione dell'account;
- gratuitamente;
- a pagamento.[9]

## Accoglienza
Tom Warren, un redattore senior di The Verge, ha notato la somiglianza concettuale di Copilot e di altre funzionalità di assistenza Microsoft come Cortana e Clippy. Warren ritiene inoltre che i grandi modelli linguistici, man mano che si sviluppano ulteriormente, potrebbero cambiare il modo in cui gli utenti lavorano e collaborano. Rowan Curran, un analista di Forrester, afferma che l'integrazione dell'IA nel software di produttività potrebbe portare a miglioramenti nell'esperienza utente.
Le preoccupazioni sulla velocità del recente rilascio di prodotti e investimenti basati sull'IA da parte di Microsoft hanno portato a domande sulle responsabilità etiche nei test di tali prodotti. Una preoccupazione etica espressa dal pubblico è che GPT-4 e simili grandi modelli linguistici potrebbero rafforzare pregiudizi razziali o di genere. Anche individui, tra cui Tom Warren, hanno espresso preoccupazioni per Copilot dopo aver assistito al chatbot che mostrava diversi casi di allucinazioni artificiali. Nel giugno 2024, si scoprì che Copilot aveva ripetutamente diffuso informazioni errate sui dibattiti presidenziali degli Stati Uniti del 2024.